# 世にも奇妙な物語 春の特別編 (1994年)
『世にも奇妙な物語 春の特別編』（よにもきみょうなものがたり はるのとくべつへん）は、1994年3月30日（水）20:00 - 21:48（JST）にフジテレビで放送された『世にも奇妙な物語』の特別編。

## 転校生

### キャスト
- 姫野栄子 - 瀬戸朝香
- 姫野栄子（B子） - 浅野麻衣子
- 立花修平 - 岡田秀樹
- 田中有紀美
- 望月まゆ
- 若杉南
- 平嶋圭
- 陰山ユキヒロ
- 吉田潤之祐
- 倉恒由美子
- 寺嶋常三郎
- 趙方豪

### スタッフ
- 脚本 - 沢村一幸
- 演出 - 木下高男

## 時間よ戻れ!

### キャスト
- 男 - 萩原聖人
- 片岡礼子
- 小林尚臣
- 山崎大輔
- 中上ちか
- 山口智恵
- 水谷誠伺
- 仮屋ルリ子
- 中田浄
- 松永知巳
- 赤土眞弓
- 伊藤珠英
- 小池達朗
- 館野清美

### スタッフ
- 原作 - 岡崎弘明「私、こういうものです」（角川書店)
- 脚本 - 高山直也
- 演出 - 村上正典

## ある朝パニック

### キャスト
- さつき - 大地真央
- 山崎一
- 芦沢孝子
- 泉福之助
- 一宮里絵
- たかはし等
- 小林美江
- 山本緑
- 山口純平
- 山中由香
- 山浦栄
- 東海林寿剛
- 金親義彦
- 三本英明
- 小俣賢治
- 内山由紀子
- 岸博之
- 鈴木伸
- 西宮文記
- 石田哲也
- 宮崎光倫
- 松永秀一
- 小宮健吾
- 吹越満
- 網野あきら

### スタッフ
- 原作 - 福山庸治「ある朝パニック」（朝日ソノラマ)
- 脚本 - 酒井直行
- 監督 - 小中肇

## 指名手配の男

### キャスト
- 広域指定405号 - 加勢大周
- ピザ屋 - 田口浩正（テンション）
- 広域指定405号の1か月後 - 中島唱子
- ねもとかずこ
- 安良岡俊一
- 岡村洋一
- 西村有統
- 田谷薫子
- 中島逸郎
- 小出勇
- 小出都磨子
- 楠美津香（友情出演）
- みうらじゅん（特別出演）
- 牧原俊幸
- 三宅正治
- 岡崎裕子

### スタッフ
- 原案 - 東一文
- 脚本・監督 - 下山天

## かげふみ

### キャスト
- 門脇 - 布施博
- 山下芳夫 - 羽場裕一
- 守屋俊志
- 中村綾
- 坂田清明
- 藤井樹里
- 市川史朗
- 河野健次郎
- 内大輔

### スタッフ
- 脚本 - 辻野富夫
- 演出 - 辻野正人